# Easley
Easley és una població dels Estats Units a l'estat de Carolina del Sud. Segons el cens del tenia 17.754 habitants.

## Demografia
Segons el cens del 2000, Easley tenia 17.754 habitants, 7.227 habitatges i 5.058 famílies. La densitat de població era de 644,3 habitants/km².
Dels 7.227 habitatges en un 30,6% hi vivien nens de menys de 18 anys, en un 53,9% hi vivien parelles casades, en un 12,3% dones solteres, i en un 30% no eren unitats familiars. En el 25,7% dels habitatges hi vivien persones soles l'11% de les quals corresponia a persones de 65 anys o més que vivien soles. El nombre mitjà de persones vivint en cada habitatge era de 2,43 i el nombre mitjà de persones que vivien en cada família era de 2,9.
Per edats la població es repartia de la següent manera: un 23,5% tenia menys de 18 anys, un 8,5% entre 18 i 24, un 29,7% entre 25 i 44, un 23,6% de 45 a 60 i un 14,7% 65 anys o més.
L'edat mediana era de 37 anys. Per cada 100 dones de 18 o més anys hi havia 88,6 homes.
La renda mediana per habitatge era de 38.204$ i la renda mediana per família de 47.867$. Els homes tenien una renda mediana de 35.399$ mentre que les dones 25.443$. La renda per capita de la població era de 20.965$. Entorn del 8,4% de les famílies i el 10,9% de la població estaven per davall del llindar de pobresa.

## Poblacions més properes
El següent diagrama mostra les poblacions més properes.